# 1168 Brandia
Brandia (asteróide 1168) é um asteróide da cintura principal com um diâmetro de 10,61 quilómetros, a 1,997031 UA. Possui uma excentricidade de 0,2175662 e um período orbital de 1 489,38 dias (4,08 anos).
Brandia tem uma velocidade orbital média de 18,64335865 km/s e uma inclinação de 12,74468º.
Esse asteróide foi descoberto em 25 de Agosto de 1930 por Eugène Delporte.